# Kanangrafallen
Kanangrafallen finns i nationalparken Kanangra-Boyd i Australien. Vattenfallet är 225 meter högt. Kanangrafallen är populära att bland annat ägna sig åt firning vid, men av säkerhetsskäl tillåts ofta inte detta.